# Pseudanthias hiva
Pseudanthias hiva és una espècie de peix de la família dels serrànids i de l'ordre dels perciformes.

## Morfologia
- Els mascles poden assolir 10 cm de longitud total[3] i les femelles 6.
- Nombre de vèrtebres: 26.[4]

## Hàbitat
És un peix marí de clima tropical i associat als esculls de corall que viu entre 10-34 m de fondària.

## Distribució geogràfica
Es troba a les Illes Marqueses.